# 本斗町

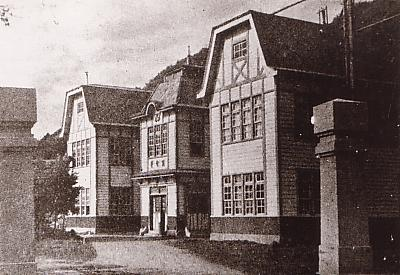
本斗町公所

本斗町（日语：／ Honto chō */?）是日本統治下的樺太廳的已不存在的一町。
郡名來自於阿伊努語的「pon-to-kes」（小湖的末端）。

## 相關連結
- 涅韦尔斯克
- 南樺太炭礦鐵道
- 濱本斗站

1. ↑  南樺太:概要・地名解・史実 p.278